# Ferocactus hamatacanthus
Espèce
Classification APG II (2003)
Statut de conservation UICN

 LC  : Préoccupation mineure
Statut CITES
Ferocactus hamatacanthus est une espèce de plantes à fleurs de la famille des Cactaceae. C'est une plante succulente originaire d'Amérique du Nord.

## Répartition
Cette espèce se trouve dans le sud-ouest des États-Unis et le nord-ouest du Mexique.